# Wiktor Sokołow (1911–1999)
Wiktor Iwanowicz Sokołow, ros. Виктор Иванович Соколов (ur. 14 marca?/27 marca 1911 w Moskwie, ; zm. 1 stycznia 1999 tamże) – rosyjski piłkarz, grający na pozycji obrońcy, hokeista i trener piłkarski.

## Kariera piłkarska
W 1925 rozpoczął karierę piłkarską w drużynie juniorskiej Gieofizika Moskwa. Następnie występował w moskiewskich zespołach Kauczuk i Krasnaja Roza. W 1933 został zaproszony do Dinama Moskwa, ale nie rozegrał żadnego meczu w podstawowym składzie, dlatego w 1936 przeniósł się do Spartaka Moskwa, w którym występował przez 10 lat. W 1947 przeszedł do klubu Dzierżyniec Czelabińsk, w którym zakończył karierę piłkarza w roku 1948.

## Kariera trenerska
Po zakończeniu kariery piłkarza rozpoczął pracę szkoleniowca. Od 1949 do 1950 prowadził Spartak Lwów. Następnie trenował zespoły amatorskie Spartak Kimry i Chimik Moskwa oraz drugoligowy WMS Moskwa. W latach 1955–1959 pomagał trenować rodzimy Spartak Moskwa. Potem prowadził kluby Trud Tuła, Trud Kaliningrad i Spartak Riazań. We wrześniu 1964 stał na czele Metałurha Zaporoże, którym kierował do czerwca 1965. Następnie pomagał trenować piłkarzy zespołu Krasnyj Oktiabr Moskwa oraz stał na czele ukraińskiego Szachtara Kadijewka oraz uzbeckiego klubu Politotdel Yangibozor. We wrześniu 1968 został mianowany na stanowisko starszego trenera Krywbasu Krzywy Róg, który prowadził do czerwca 1969. Kolejnymi klubami w jego karierze byli Łucz Władywostok i Spartak Kostroma.
1 stycznia 1999 zmarł w Moskwie w wieku 88 lat.

## Sukcesy i odznaczenia

### Sukcesy piłkarskie
Spartak Moskwa
- mistrz ZSRR: 1938, 1939
- wicemistrz ZSRR: 1937
- brązowy medalista Mistrzostw ZSRR: 1936(w), 1940
- zdobywca Pucharu ZSRR: 1938, 1939, 1946

### Sukcesy w bandy
- brązowy medalista Mistrzostw ZSRR: 1950, 1951
- wybrany do listy 22 najlepszych zawodników bandy sezonu: 1950, 1951, 1952

### Odznaczenia
- tytuł Zasłużonego Mistrza Sportu ZSRR